# 목상고등학교
목상고등학교(木商高等學校)는 대한민국 전라남도 목포시 용당동에 있는 공립 고등학교이다.

## 학교 연혁
- 1920년 4월 21일 : 목포공립상업학교 설립인가(입학자격 중학2년 수료자, 3년제)
- 1920년 6월 1일 : 개교(목포시 대성동 교사, 현 대성동 목포여고 자리)
- 1922년 4월 1일 : 5년제 각종 상업학교 인가(입학자격 국졸자)
- 1939년 7월 1일 : 대성동 교사(校舍)에서 신축교사(현 용당동 937번지)로 이전
- 1946년 9월 1일 : 목포공립상업중학교 복구(6년제)
- 1950년 6월 1일 : 목포상과 대학 설립(상업중학교와 병존)
- 1950년 10월 5일 : 목포상과대학은 전남대학교로 이전
- 1951년 9월 1일 : 학제개편(1·2·3학년은 목포제일중학교로 분리설립, 4·5·6학년은 목포공립상업학교로 존속)
- 1953년 4월 1일 : 목포상업고등학교 설립 인가(6학급)
- 1983년 1월 1일 : 학칙 개정에 따라 계열별(상업과, 회계과 무역과, 정보처리과) 모집
- 1983년 12월 20일 : 무아도서관 3층 신축 준공
- 1990년 6월 3일 : 과학관 준공
- 1991년 4월 2일 : 성호생활관 준공
- 2000년 12월 28일 : 학칙 개정(일반계[혼성] 8학급 편성)
- 2001년 3월 1일 : 전남제일고등학교로 교명 변경
- 2001년 6월 26일 : 체육관(인동관) 완공
- 2001년 9월 22일 : 생활관 우정학사 완공
- 2002년 2월 22일 : 운동장 우레탄 및 잔디구장 시설완료
- 2014년 3월 1일 : 목상고등학교로 교명변경
- 2024년 3월 1일 : 제35대 최해룡 교장 취임
- 2025년 2월 6일 : 제102회 졸업식(161명, 총 28,294명)
- 2025년 3월 4일 : 2025학년도 입학식(남 95명, 여 75명 총 170명)

## 참고 자료
- 목상고등학교 - 한국교육학술정보원 학교알리미